# 2010 au Québec
Cet article traite des événements survenus en 2010 au Québec. 

## Événements

### Janvier
- 6 janvier : Camil Bouchard démissionne comme député de Vachon[1]
- 7 janvier : c'est la fin officielle de la deuxième vague de grippe A(H1N1) au Québec. Près de 57 % de la population a été vaccinée au cours de cette période. Malgré tout, 92 personnes en sont mortes au cours de la même période[2].
- 25 janvier : conférence de Montréal réunissant les pays contribuant à l'aide à Haïti, à la suite du tremblement de terre du 12 janvier[3].
- 29 janvier : Pierre-Hugues Boisvenu est nommé sénateur[4].
- 31 janvier : début d'une mission commerciale du premier ministre Jean Charest en Inde[5].

### Février
- 14 février : Alexandre Bilodeau remporte la médaille d'or aux bosses lors des Jeux olympiques d'hiver de 2010 à Vancouver et devient ainsi le premier Canadien à gagner une médaille d'or lors de Jeux olympiques tenus sur sol canadien[6].
- 15 février : le fraudeur Earl Jones écope de 11 ans de prison[7].
- 16 février : le Front commun, qui représente les 475 000 salariés de la fonction publique, refuse les dernières offres gouvernementales[8].
- 17 février : l'ancien premier ministre Lucien Bouchard critique le Parti québécois, l'accusant de « radicalisme » concernant la question identitaire et donc de se rapprocher des idées de l'Action démocratique du Québec. Pauline Marois réfute ces propos[9].

### Mars
- 11 mars : un mandat d'arrestation est émis contre Jocelyn Dupuis, ancien directeur général de la FTQ-Construction. Il est accusé entre autres de fraudes et de fabrication de faux documents[10].
- 24 mars : les premiers ministres Graham du Nouveau-Brunswick et Charest du Québec annoncent l'abandon de la vente d'Énergie NB à Hydro-Québec[11].
- 25 mars : le gouvernement dépose le projet de loi 94 obligeant les personnes à se découvrir le visage lorsqu'elles font affaire avec l'État. L'opposition l'accuse de ne pas aller assez loin dans le projet[12].
- 28 mars : lors de la soirée des Prix Jutra, J'ai tué ma mère reçoit le prix du meilleur film de l'année. Anne Dorval et Sébastien Ricard sont sacrés meilleure actrice et meilleur acteur[13].
- 30 mars : le budget 2010-2011 est de 66,1 milliards de dollars avec un déficit de 6,9 milliards de dollars. Il annonce une hausse de la TVQ de 1 % en 2011 et de 1 % en 2012. La taxe sur l'essence est augmentée de 1 cent le litre. Une taxe santé de 200 $ payée par tous les citoyens gagnant plus de 14 000 $ est annoncée pour 2012[14].

### Avril
- 11 avril : 50 000 personnes manifestent contre le dernier budget à Québec[15].
- 12 avril :
  - un sondage Léger marketing indique une insatisfaction de 77 % envers le gouvernement Charest[16].
  - l'ancien ministre de la Justice dans le gouvernement Charest Marc Bellemare affirme avoir été forcé de nommer des juges à la Cour du Québec à la suite de pressions de donateurs libéraux. Il affirme avoir assisté à deux reprises à des échanges d'argent comptant entre des entremetteurs et des responsables du parti[17].
- 13 avril : Jean Charest annonce la création d'une Commission d’enquête sur le processus de nomination des juges (Commission Bastarache) par le gouvernement[18].
- 28 avril : la Fédération des médecins dénonce la création d'un ticket modérateur en santé[19].

### Mai
- 1er mai : le salaire minimum monte de 50 cents à 9,50 $[20].
- 6 mai : le ministre de la Famille, Tony Tomassi, est congédié du gouvernement et du Parti libéral pour avoir utilisé à des fins personnelles lorsqu'il était député une carte de crédit de l'agence de sécurité BCIA appartenant à son ami Luigi Coretti. Yolande James est la nouvelle ministre de la Famille. Le Parti québécois demande la création d'une commission d'enquête sur la construction ainsi que sur le financement du PLQ[21].
- 10 mai : Un glissement de terrain à Saint-Jude emporte une famille de 4 personnes[22].
- 20 mai : Jean Charest se dit prêt à renoncer à son salaire d'appoint de 75 000 $ versé par le PLQ à condition que le PQ et l'ADQ votent pour le projet de loi sur le code d'éthique[23].

### Juin
- 2 juin : le gouvernement dépose la loi 103, resserrant l'accessibilité à l'école anglaise pour les francophones et les allophones. Ceux-ci ne pourront intégrer le système public anglophone qu'après un passage de 3 ans dans une école privée anglaise[24].
- 11 juin : la session parlementaire ajourne ses travaux[25].
- 13 juin : le Grand Prix du Canada revient à Montréal après un an d'absence[26].
- 14 juin : la commission Bastarache commence ses travaux sur la nomination des juges[27].
- 23 juin :
  - un bimoteur s'écrase dans la région de Québec au moment de son départ. Le bilan est de 7 morts[28].
  - un tremblement de terre de 5 sur l'échelle de Richter fait trembler le Québec en début d'après-midi. L'épicentre se trouverait à Buckingham en Outaouais. Les secousses auraient été ressenties de Toronto à Chicoutimi. Quelques dégâts matériels sont constatés[29].
- 25 juin : le gouvernement et le Front commun concluent une entente de principe sur les salaires. L'augmentation est de 7,5 % sur 5 ans[30].
- 30 juin : l'archevêque de Québec, Marc Ouellet, est nommé à la tête de la Congrégation des évêques au Vatican[31].

### Juillet
- 5 juillet : la candidate péquiste Martine Ouellet remporte l'élection partielle de Vachon. Elle a obtenu 60 % des votes contre le candidat libéral Simon-Pierre Diamond, ancien membre et député de l'ADQ. Le taux de participation n'a cependant été que de 30 %[32].
- 7 juillet : première du film Piché, entre ciel et terre, raconte la vie du commandant de bord Robert Piché, ayant fait atterrir d'urgence un avion avec 306 personnes à bord, à la suite d'une panne de kérosène le 24 août 2001 et mettant en vedette Michel Côté, Maxime Le Flaguais, Sophie Prégent et Sarah-Jeanne Labrosse[33].
- 18 juillet : un hydravion s'écrase dans la région du nord du Lac Saint-Jean: 4 morts et 2 blessés[34].
- 21 juillet : une émeute au Centre de détention de Québec (anciennement prison d'Orsainville) fait 2 morts et 6 blessés[35].

### Août
- 5 août :
  - le programme de procréation assistée gratuit entre en vigueur au Québec[36].
  - le Conseil de la fédération se tient au Manitoba. Le Québec se prononce contre la décision du gouvernement fédéral d'annuler le formulaire long du recensement[37].
- 9 août : le ministre Jacques P. Dupuis annonce son retrait de la vie politique[38].
- 11 août : Jean Charest procède à un remaniement ministériel dans lequel tous les ministres déjà en poste conservent leurs places dans le cabinet. Jean-Marc Fournier revient en politique et devient ministre de la Justice et leader parlementaire. Line Beauchamp est promue à l'Éducation, au Loisir et Sport. Le Conseil du Trésor est confié à Michelle Courchesne et la Sécurité publique à Robert Dutil. Sam Hamad prend la direction des Transports et Julie Boulet celui de l'Emploi et de la Solidarité sociale. Les autres ministres mutés sont Pierre Arcand (Environnement), Kathleen Weil (Immigration et Communautés culturelles), Yolande James (Famille), Lise Thériault (Travail). Monique Gagnon-Tremblay redevient ministre des Relations internationales et Raymond Bachand prend en charge le Revenu tout en gardant les Finances[39].
- 24 août : Marc Bellemare est interrogé lors du début des audiences publiques de la commission Bastarache. Il allègue qu'il a nommé trois juges à la suite de pressions de collecteurs de fonds libéraux alors qu'il était ministre de la Justice en 2003. Selon lui, Jean Charest lui aurait demandé de ne pas résister à ces pressions[40].

### Septembre
- 1er septembre : Marc Bellemare obtient le statut de participant à la commission Bastarache. Son avocat pourra ainsi interroger les autres témoins à sa guise[41].
- 7 septembre : atteint d'un cancer du pancréas, le ministre de l'Agriculture, des Pêcheries et de l'Alimentation et ministre responsable des Affaires intergouvernementales et de la Francophonie canadiennes, Claude Béchard démissionne. Il décédera dans les heures qui suivent[42].
- 13 septembre :
  - le libéral Jean-Marc Fournier remporte l'élection partielle de Saint-Laurent. Le taux de participation n'a été que de 21,75 %[43].
  - Marc Parent succède à Yvan Delorme du poste du directeur du Service de police de la ville de Montréal[44].
- 14 septembre : atteinte d'un cancer, la bloquiste Francine Lalonde annonce qu'elle quitte la vie politique[45].
- 15 septembre : Québec annonce la fusion de la Société générale de financement et de Investissement Québec[46].
- 19 septembre : lors de la cérémonie du Gala des Prix Gémeaux, La Petite Vie remporte le prix de la meilleure série depuis 25 ans[47].
- 22 septembre : Québec annonce son intention de ne pas instaurer de ticket modérateur en santé[48].
- 23 septembre : pour la première fois depuis Honoré Mercier en 1891, un premier ministre du Québec passe devant une commission d'enquête. Jean Charest est interrogé par la commission Bastarache et nie toutes les allégations de Marc Bellemare[49].
- 24 septembre : le magazine Maclean's énonce que le Québec est la province la plus corrompue du Canada[50].

### Octobre
- 1er octobre : des pluies torrentielles ont causé une inondation faisant un mort à Sherbrooke[51].
- 2 octobre : des dizaines de milliers de personnes[52] manifestent sur les Plaines d'Abraham pour la construction d'un amphithéâtre multi-fonctionnel à Québec et le retour des Nordiques. C'est la marche bleue[53].
- 5 octobre : Québec donne le contrat de construction des nouvelles rames du métro de Montréal au consortium Bombardier-Alstom[54].
- 7 octobre : l'ancienne ministre de la Justice péquiste Linda Goupil est la dernière témoin entendue à la commission Bastarache[55].
- 17 octobre : le frère André est canonisé[56].
- 19 octobre : la loi 115, règlementant l'accessibilité à l'école anglophone subventionnée, est adoptée sous bâillon à l'Assemblée nationale[57].

### Novembre
- 1er novembre : 50 jeunes militants souverainistes publient une lettre dans Le Devoir dans laquelle ils critiquent le projet de gouvernance de Pauline Marois. Le conseil national des jeunes du Parti québécois prend parti pour son chef[58].
- 3 novembre - Journées québécoises de la solidarité internationale (JQSI) : journée lors de laquelle les enjeux de la solidarité internationale sont mis en avant. Le thème de cette année était Revoir et repenser le développement[59].
- 4 novembre - Insatisfaite du traitement qu'elle y reçoit, la ville de Québec se retire de l'Union des municipalités du Québec[60].
- 7 novembre : Maxime Landry et Marie-Mai sont nommés interprètes de l'année lors du 32e Gala de l'ADISQ[61].
- 10 novembre : Le Parrain du clan mafieux italien la Famille Rizzuto, Nicolo Rizzuto, est assassiné dans sa demeure par un tireur isolé[62].
- 17 novembre : la FTQ fait volte-face et demande une commission d'enquête publique sur l'industrie de la construction[63].
- 24 novembre : l'Assemblée nationale vote contre une motion de censure proposée par le PQ qui voulait obliger le gouvernement à créer une commission d'enquête publique sur la construction et le financement des partis politiques[64].
- 29 novembre : André Simard du Parti québécois remporte l'élection partielle de Kamouraska-Témiscouata par un peu moins de 200 votes. Le taux de participation est de 57 %[65].

### Décembre
- 3 décembre : l'Assemblée nationale adopte la loi créant un code d'éthique et de déontologie pour les députés[66].
- 7 décembre : les inondations sont la cause de 500 évacuations dans l'est du Québec[67].
- 13 décembre : selon un sondage Léger Marketing, Amir Khadir est la personnalité politique la plus appréciée des Québécois avec une cote de 45 %. Pauline Marois (36 %) est en quatrième position, Gérard Deltell (35 %) en cinquième et Jean Charest (24 %) en vingtième[68].
- 14 décembre : Pauline Marois annonce une série de mesures en vue d'assainir la vie politique au Québec si son parti prenait le pouvoir: création d'une commission d'enquête publique sur la construction et le financement des partis politiques; augmentation des pouvoirs du vérificateur général ainsi que ceux du directeur général des élections; limitation à trois mandats ou à huit ans la durée de mandat des maires des municipalités de plus de 5 000 habitants ; limitation à deux mandats ou à dix ans la du durée de mandat du premier ministre, etc[69].
- 15 décembre : Québec instaure l'état d'urgence dans une dizaine de municipalités de la Gaspésie à la suite de multiples inondations dues aux fortes pluies des derniers jours[70].
- 17 décembre : Première du film L'Appât réalisé par Yves Simoneau et mettant en vedette Rachid Badouri, Guy A. Lepage, Ayisha Issa, Maxim Roy et Frédéric Pierre[71].

## Naissances
- 23 octobre - Eddy et Nelson Angélil (Fils jumeaux de Céline Dion et de René Angélil)

## Décès
- 1er janvier - Lhasa de Sela (chanteuse) (º 27 septembre 1972)
- 5 janvier - Micheline Legendre (marionnettiste) (º 18 février 1923)
- 5 janvier - Bruno Roy (écrivain, essayiste et professeur) (º 16 février 1943)
- 12 janvier -
  - Georges Anglade (écrivain et homme politique) (º 18 juillet 1944)
  - Serge Marcil (homme politique) (º 20 janvier 1944)
- 18 janvier - Kate McGarrigle (auteure-compositeure-interprète) (º 6 février 1946)
- 9 février - Jacques Hétu (compositeur et musicien) (º 8 août 1938)
- 11 février -
  - Pierre Vadeboncœur (syndicaliste et écrivain) (º 28 juillet 1920)
  - Heward Grafftey (avocat et homme politique) (º 5 août 1928)
- 12 février - Yvon Leroux (acteur et scripteur) (º 22 avril 1929)
- 22 février - Jean-Roch Simard (père de René et de Nathalie Simard (º 1er avril 1931)
- 27 février - Madeleine Ferron (écrivaine) (º 24 juillet 1922)
- 7 mars - Marcel Simard (cinéaste) (º 1945)
- 23 mars - Jean Séguin (journaliste) (1922)
- 24 mars- Jacques Morency (journaliste) (º 1930)
- 12 avril - Michel Chartrand (syndicaliste et homme politique) (º 20 décembre 1916)
- 20 avril - Estelle Caron (chanteuse) (º 30 décembre 1926)
- 26 avril - Jean-Paul Brodeur (professeur et criminologue) (º 1944)
- Mai - Marcel Bélanger (poète) (º 5 juin 1943)
- 15 mai - Armand Caouette (homme politique) (º 20 juillet 1945)
- 22 mai - Michel Mongeau (joueur de hockey) (º 9 février 1965)
- 24 mai - Marianna O'Gallagher (Femme de lettres et religieuse) (º 24 mars 1929)
- 6 juin - Roland Chenail (acteur)`(º 14 janvier 1921)
- 16 juin - Maureen Forrester (chanteuse) (º 25 juillet 1930)
- 21 juin - Fernand Lafontaine (homme politique) (º 14 novembre 1922)
- 30 juillet - Otto Joachim (compositeur et chambriste) (º 13 octobre 1910)
- 4 août - Michel David (auteur) (º 28 août 1944)
- 27 août - Luna Vachon (catcheuse) (º 12 janvier 1962)
- 30 août - Pauline Lapointe (actrice) (º 12 mai 1950)
- 2 septembre - Roland Arpin (pédagogue, communicateur et administrateur public) (º 27 avril 1934)
- 7 septembre - Claude Béchard (homme politique) (º 29 juin 1969)
- 28 septembre - Serge Bélair (animateur) (º 4 octobre 1940)
- 30 septembre - Billy Diamond (Grand chef des Cris) (º 17 mai 1949)
- 2 octobre - Roger Joubert (acteur) (º 29 janvier 1929)
- 30 octobre - Édouard Carpentier (lutteur) (º 17 juillet 1926)
- 10 novembre - Nicolo Rizzuto (criminel) (º 18 février 1924)
- 19 novembre - Pat Burns (entraîneur de hockey sur glace) (º 4 avril 1952)
- 10 décembre - Norm Gratton (joueur de hockey) (º 22 décembre 1950)
- 27 décembre - Rémy d'Anjou (animateur de télévision et de radio et personnificateur du Bonhomme Carnaval[72] ) (º 1941)
- 29 décembre - Michael Fainstat (en) (homme politique) (º 29 août 1923)

### Articles généraux
- Chronologie de l'histoire du Québec (1982 à aujourd'hui)
- L'année 2010 dans le monde
- Grippe A (H1N1) de 2009-2010

### Articles sur l'année 2010 au Québec
- Commission d'enquête sur le processus de nomination des juges du Québec
- Élection partielle québécoise de juillet 2010
- Élection partielle québécoise de septembre 2010
- Élection partielle québécoise de novembre 2010
- Séisme de 2010 au Québec
- Liste des lauréats des prix Félix en 2010
- Vente d'Énergie NB à Hydro-Québec